# Sakshi Malik
Sakshi Malik (in hindi साक्षी मलिक; Rohtak, 3 settembre 1992) è una lottatrice indiana.

## Biografia
Ha rappresentato la India ai Giochi olimpici estivi di Rio de Janeiro 2016 vincendo la medaglia di bronzo nel torneo dei 58 chilogrammi.

## Palmarès
- Giochi olimpici

Rio de Janeiro 2016: bronzo nei 58 kg.
- Giochi del Commonwealth

Glasgow 2014: argento nei 58 kg.
Gold Coast 2018: bronzo 58 kg.
- Campionati asiatici

Doha 2015: bronzo nei 60 kg.
Nuova Delhi 2017: argento nei 60 kg.
Bishkek 2018: bronzo nei 62 kg.
Nuova Delhi 2020: argento nei 65 kg.
Almaty 2021: argento nei 65 kg.